# Philodendron simonianum
Philodendron simonianum är en kallaväxtart som beskrevs av Sakur. Philodendron simonianum ingår i släktet Philodendron och familjen kallaväxter. Inga underarter finns listade.